# Cataclysm: Dark Days Ahead
Cataclysm: Dark Days Ahead (CDDA) é um jogo eletrônico gratuito, do gênero roguelike, que possui ambientação pós-apocalíptica, jogabilidade não-linear, estratégia por turnos e conceito de mundo aberto, onde o jogador se concentra em sobreviver em um mundo completamente devastado por zumbis e diversos outros horrores sobrenaturais.
Contando com inúmeras criaturas, prédios e mecânicas de jogo, cada partida ocorre em um mundo gerado de forma procedural, com carros que podem ser completamente modificados, construídos e dirigidos, além de personagens não jogáveis que podem se tornar companheiros do jogador e auxiliá-lo.

## Jogabilidade
Cataclysm: Dark Days Ahead se baseia profundamente nos conceitos de sandbox e de mundo aberto, sendo um roguelike open ended, ou seja, que não apresenta condições que determinem vitória definitiva, missões ou estórias; assim, cada partida pode ser jogada indefinidamente, até que o jogador morra ou que decida parar de jogar.

### Objetivos
Em Cataclysm Dark Days Ahead o único objetivo real é sobreviver ao dia-a-dia em um mundo devastado. O jogo acompanha diversos parâmetros, como fome, sede, moral, estado de saúde e temperatura corporal, que o jogador deve gerenciar para manter seu personagem vivo. Outras mecânicas a serem acompanhadas incluem o vício em drogas, mutações, membros do corpo feridos ou quebrados, e implantes biônicos.
Assim que uma nova partida começa, o personagem criado pelo jogador deve explorar os arredores, para obter equipamentos, roupas e armaduras de proteção, ferramentas e suprimentos de água limpa, comida fresca e remédios que permitam que ele sobreviva. Conforme a partida progride, o personagem deve complementar sua exploração com o aprendizado de novas habilidades, aumentando sua capacidade de criar seus próprios itens. Estabelecer um acampamento ou base fixa e eliminar todos os inimigos das imediações também são objetivos comuns.

### Mundo
Antes de começar a jogar, o jogador deve gerar um mundo, que servirá como local para os acontecimentos, personalizando parâmetros e regras conforme julgar apropriado, que influenciarão na quantidade de monstros e cidades, entre outros aspectos.

Exemplo de mapa dos arredores em CDDA, onde podem ser vistas estradas, florestas, cidades e outros pontos de interesse

Um mundo típico em CDDA possui cidades, vilas, rios, florestas, pontes e outros pontos de interesse. Cidades e vilas geralmente possuem diversas edificações normalmente encontradas no mundo real, tais como casas, lojas, centros comerciais, estacionamentos, piscinas, hospitais e outros, mas contém perigos, na forma de grandes hordas de inimigos. Locais raros, como laboratórios de pesquisa, bases militares e silos de mísseis também podem ser encontrados em localizações mais remotas espalhadas pelo mundo.
Embora a maior parte da ação do jogo ocorra na superfície do mundo, como é tradicional no gênero dos roguelikes, os mundos criados neste jogo também possuem calabouços subterrâneos que podem ser explorados, entre os quais minas, laboratórios e templos estranhos.
Um mundo criado pelo jogador pode persistir entre as diferentes partidas. Ao criar um novo personagem após a morte de um personagem anterior, a nova partida pode ser criada no mesmo mundo em que já se estava jogando anteriormente, embora tal ação não seja recomendável, por poder causar problemas. O mundo possui suporte para estações do ano e condições dinâmicas de clima, e a duração das estações pode ser personalizada durante a geração do mundo.

### Personagem
Em seguida, o jogador deve criar um personagem, que será controlado por ele. Este pode ser gerado aleatoriamente, ou através das diversas classes pré-estabelecidas que podem ser escolhidas. Cada escolha terá um grande papel em quais serão as habilidades equipamentos e localização iniciais do personagem, bem como outros fatores. O jogador também pode optar por ajustar atributos como idade e cor do cabelo, características positivas e negativas de personalidade para seu personagem, além de fortalecer habilidades e efeitos, tornando o início de sua sobrevivência mais simples ou mais desafiadora conforme sua vontade.

### Fabricação
Apesar do jogo ter na pilhagem sua fonte primária de obtenção de ferramentas e equipamentos, Cataclysm: Dark Days Ahead possui um sistema de fabricação de itens detalhado, com diversas necessidades básicas do personagem, tais como vestuário e alimentação, podendo ser satisfeitas através de sua criação a partir de matérias-primas encontradas pelo mundo. Para que a fabricação ocorra com sucesso, o jogador precisa das matérias-primas requeridas, além de equipamento e habilidades adquiridas. O jogador também precisa conhecer a receita do objeto que deseja fabricar, que pode ser encontrada após a leitura de livros específicos. Cada fabricação concluída com sucesso leva a um aumento da habilidade correspondente do personagem do jogador.
A fabricação pode ser atrasada ou dificultada com base nas condições atuais do personagem, tais como moral baixa, membros feridos, iluminação insuficiente ou falta de superfícies planas ou local apropriado para a realização da atividade.

### Construção
O jogo conta com um menu de construção bastante detalhado, onde o jogador pode realizar desde atividades mais simples, como fechar uma janela usando tábuas de madeira ou cavar uma trincheira, até atividades mais elaboradas, como levantar uma parede de concreto reforçada, cavar um poço ou criar porões. Assim como a fabricação de itens, a construção também requer matérias-primas, como tijolos, pedras ou pregos. O equipamento necessário para construção pode ser obtido a partir das cidades e prédios visitados pelo jogador, ou criados através da fabricação. Em sua grande maioria, o terreno do jogo é completamente destruível, permitindo que tanto o jogador, quanto as demais entidades, possam destrui-lo ou construir estruturas nele.
Veículos podem ser consertados ou mesmo construídos a partir do zero, usando o menu de construção.

### Agricultura
O jogador pode cultivar a terra e plantar grãos, legumes, verduras, bagas e arbustos, como algodão, desde que encontre as respectivas  sementes. A colheita final pode ser armazenada para uso posterior (embora alguns alimentos possam estragar), consumida crua ou usada para preparar produtos mais elaborados, como óleo de cozinha, farinha, bebidas, vinagre e conservas.
A temporada de cultivo geralmente vai do fim da primavera até o começo do outono, e depende da temperatura externa. Cada tipo de planta possui índices de crescimento diferentes, e o desenvolvimento pode ser acelerado usando-se fertilizantes comerciais ou caseiros. A produção final depende da habilidade de sobrevivência do personagem: quanto maior a habilidade, maior será a produção de cada planta individual. Uma vez colhidas, todas as plantas são consideradas "mortas", murchando e deixando para trás palha e/ ou sementes.

### Criaturas
Existe uma quantidade enorme de monstros e criaturas encontradas no mundo de Cataclysm: Dark Days Ahead. A vida selvagem contém muitos animais, vários deles passivos, como esquilos, coelhos e ratos, até predadores agressivos e herbívoros que podem se tornar repentinamente hostis, incluindo alces, lobos e ursos. Estes animais podem ser caçados para obtenção de carne, peles, ossos e órgãos, além de para preparação de receitas de química.
A principal ameaça à vida do personagem são os zumbis, que vagam principalmente dentro das cidades e em algumas áreas selvagens. Os zumbis possuem muitas formas, habilidades e tamanhos, e a maioria deles (embora não a totalidade) é notória por sua capacidade de reviver após algum tempo, caso não sejam esquartejados ou esmagados até o ponto de se tornarem nada mais do que uma pasta. Caaclysm: Dark Days Ahead também conta com uma grande variedade de adversários, desde humanos e animais mutantes até alienígenas e criaturas de outras dimensões, inspirados nas obras de H. P. Lovecraft, Junji Ito e por outras obras de terror e ficção científica populares.
Conforme o tempo progride, os zumbis e as demais criaturas evoluem para formas mais poderosas, o que aumenta progressivamente a dificuldade do jogo. Animais comuns podem ser substituídos com versões mutantes ou zumbis, reduzindo ainda mais o acesso a carne comestível e tornando o mundo ainda mais hostil para o jogador.
Apesar da letalidade crescente dos monstros e zumbis, ao contrário de outros jogos, o número destas criaturas em uma dada área (não considerando o mundo do jogo, que é infinito) é limitado: quando os zumbis e monstros de uma área são mortos e tornados incapazes de reviver, eles nãp voltam a aparecer no local em questão.

## Enredo
A data canônica de início de cada jogo em Cataclysm: Dark Days Ahead é igual ao ano atual em que estamos, acrescido de mais um ano (atualmente, 2026). No entanto, os eventos que culminam com o Cataclismo em que o jogo se inicia começam a ocorrer diversos anos antes.

### Narrativa
Em algum momento há cerca de 35 anos atrás, um OVNI caiu em território americano e foi capturado pelos militares. Descobriu-se tratar-se de uma espaçonave fabricada por humanos, porém de uma outra dimensão. Ao realizar engenharia reversa da tecnologia, os Estados Unidos conseguiram desenvolver a habilidade de abrir portais para outras dimensões, o que, por sua vez, ocasionou várias inovações tecnológicas interessantes.
Anos mais tarde, conforme a pesquisa de portais avançava na direção da criação de ferramentas práticas que permitisse explorações e viagens interdimensionais, os Estados Unidos perceberam que a China estava desenvolvendo uma tecnologia similar, o que levou a uma corrida espacial secreta. A pressão por inovar mais rapidamente, além de alguns outros fatores, levou os cientistas de uma agência de pesquisas semi-independente e ligada à DARPA, chamada XEDRA (Xenophysical Energy Defense Research Agency) a explorarem longe demais, e rápido demais. Em uma de suas expedições, eles trouxeram consigo uma amostra, à qual chamaram XE-037, capaz de causar mutações bizarras em seres humanos, e até mesmo de trazê-los de volta dos mortos. Sem que a XEDRA soubesse disso, o XE-037 era parte de uma entidade hostil muito maior. A amostra acabou escapando do confinamento, e quando os cientistas perceberam o ocorrido, ela já havia se infiltrado nos lençóis de água.
O XE-037 permaneceu inerte enquanto se espalhava por todo o planeta, até que em um surto de atividade ele se ativou. Sua ativação ocasionou o início de um enorme surto de zumbis, além de uma mutação generalizada de todas as espécies de animais existentes. Conforme a situação saía do controle, a Terra se tornou alvo de um ataque realizado através de um portal interdimensional, em que a entidade controladora do XE-037 dominou o mundo que conhecemos. Ao mesmo tempo, forças provenientes de outras dimensões aproveitaram a oportunidade para também invadir nosso planeta, dado que o tecido dimensional estava desestabilizado. Este foi o Cataclismo.

## Desenvolvimento
Cataclysm: Dark Days Ahead é uma continuação do jogo Cataclysm, de 2010. O início de seu desenvolvimento se deu depois que Zachary "Whales" Jenkins, desenvolvedor responsável pelo original, encerrou o desenvolvimento em 2012 e compartilhou o código fonte sob licença de código aberto CC BY-SA Creative Commons, levando a comunidade de jogadores a bifurcar o jogo em um novo repositório no início de 2013, e dar-lhe o nome atual.
O desenvolvimento do jogo é liderado pelo engenheiro de software Kevin Granade, com o apoio de diversos outros desenvolvedores e também com contribuições que vêm da própria comunidade de jogadores. Versões experimentais são liberadas múltiplas vezes por dia, e as versões estáveis, ocasionalmente.
O jogo é desenvolvido quase que inteiramente utilizando a linguagem de programação C++, incluindo a utilização das bibliotecas ncurses, para viabilizar gráficos baseados em texto, e SDL, para viabilizar o uso de ladrilhos gráficos.
Em dezembro de 2015, um lançador não-oficial de código aberto e com licença MIT foi criado para o CDDA, permitindo que os jogadores se mantivessem atualizados em relação às últimas versões do jogo, e também em relação às modificações desenvolvidas por terceiros. Entretanto, o lançador não é mais mantido ativamente. Outros lançadores foram desenvolvidos desde então, incluindo um chamado Kitten CDDA Launcher, baseado no código-fonte do primeiro, e um gerenciador desenvolvido em Godot, chamado Catapult.
Em março de 2023, uma versão paga de CDDA foi lançada por um dos desenvolvedores oficiais do jogo, KorGgenT, na plataforma de distribuição de jogos digitais Steam. O jogo, no entanto, preserva sua gratuidade e seu código aberto. O dinheiro obtido com a venda da versão para Steam é totalmente direcionado para KorGgenT, visando viabilizar que o mesmo passe a trabalhar com o desenvolvimento de CDDA em tempo integral.

## Recepção
O jogo foi considerado bastante positivo por sites especializados em jogos. O site de jornalismo britânico especializado em jogos eletrônicos Rock, Paper, Shotgun nomeou o CDDA como um dos "50 melhores jogos grátis para PC" em 2016. O site estadunidense Gamespot acrescentou Cataclysm: Dark Days Ahead à sua lista de melhores roguelikes para jogar em 2022. 